# ノー・ニューヨーク
『ノー・ニューヨーク』（No New York）は、1978年にアンティルス・レコード (アイランド・レコードのサブレーベル) からリリースされたコンピレーション・アルバムである。プロデューサーはブライアン・イーノ。このアルバムには4組のアーティストしか参加していないが、1970年代後半に発生したジャンルであるノー・ウェイヴのきっかけとなったアルバムとして知られる。

## 背景

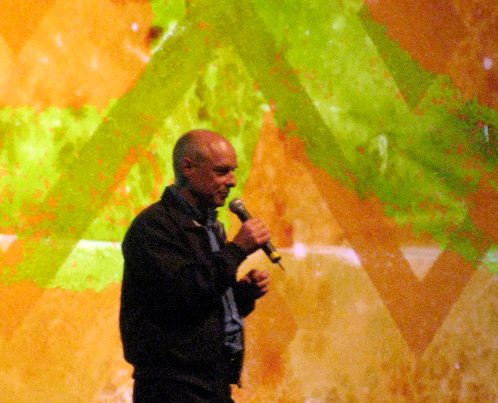
ブライアン・イーノ

1970年代のニューヨークにおいて、ソーホーにあるアーティスト・スペースというギャラリーで、ロックフェスティバルが4日間開かれた。そのライブの3日目（金曜日）にDNAとザ・コントーションズが出演、つづく最終日（土曜日）にはマーズとティーンエイジ・ジーザス・アンド・ザ・ジャークスが出演した。そのライブの観客の中に、トーキング・ヘッズのセカンドアルバム『モア・ソングス』のマスタリングのためにニューヨークに来ていたブライアン・イーノがいた。イーノはこの4組のバンドに興味を持ち、これらのバンドによるノー・ウェイヴのコンピレーションを、自ら監修してリリースする案を思いついた。
なお、このライブの様子はオープンリールで録音されたが、消失して現存しない。

## 製作

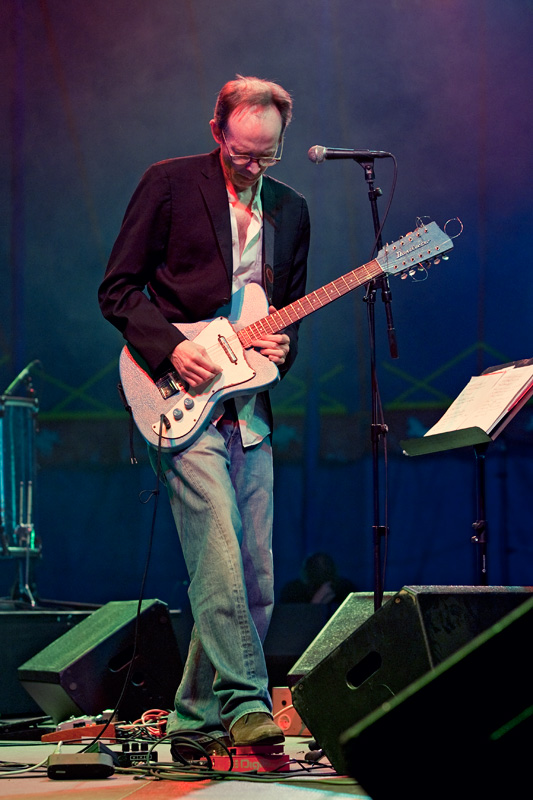
DNAのメンバー、アート・リンゼイ

イーノは4バンドにコンピレーションを作る案を持ちかけ、自身のアパートでミーティングを行った。当初、グレン・ブランカ率いるセオリティカル・ガールズなどの、アーティスト・スペースでのライブに出演していた他のバンドも参加する案があったが、イーノらの意向によって、結局参加することはなかった。アルバムの構成は、4バンドが各4曲ずつ、計16曲となった。
ミーティングの後、アイランド・レコードにアルバムの構想を持ち込み、ビッグ・アップル・スタジオ（現：グリーン・ストリート・スタジオ）でレコーディングが行われた。プロデュースにおいてイーノはあまり手を加えず、各バンドの演奏をできるだけ生のまま活かそうとしていた。そのため演奏にほとんど口を挟まず、時にはレコーディング中に雑誌を読んでいることもあった。レコーディングについて、ザ・コントーションズのメンバー、ジェームス・チャンスは「ザ・コントーションズのトラックは、スタジオ内ですべて演奏し、楽器別に録音もせず、多重録音もなし、ただ演奏を記録しただけだ」と語った。
1979年に行われた「The Studio As Compositional Tool」というレクチャーにおいて、イーノは「『ノー・ニューヨーク』に収録された「ヘレン・フォーズデイル」で、私はギターパートのクリック音にエコーをかけ、全体を通してコンプレッサーで音を圧縮させることで、ヘリコプターのブレードのような響きを出した」と語っている。

## リリースと評価
当初、アイランド・レコードからのリリースを検討されていたが、内容が実験的過ぎると判断され、サブレーベルのアンティルス・レコードからリリースされたとされる。1978年にLP盤が発売されたが、ビルボードのチャートにはランクインしなかった。またこのアルバムでは、歌詞がレコードスリーブの内側に印刷されており、歌詞を読むためにはスリーブを破らなければいけなかった。
批評家のリチャード・C・ウォールズは、『クリーム・マガジン』の1979年4月号で「このアルバムはNOというゆるぎない声明で、リスナーに新しい思考材料を与える」と好意的に評した。また、1981年9月30日-10月6日発行の『ヴィレッジ・ヴォイス』では、レスター・バングが「身の毛のよだつノイズミュージックへの正統なガイド」「重要な分岐点」として推薦している。
1979年4月5日号の『ローリング・ストーン』では、「攻撃的なアンチ・メロディ」「反人道主義」として批評し、特にザ・コントーションズ以外のバンドについて「（ティーンエイジ・ジーザス・アンド・ザ・ジャークスは）全く我慢ならない」、「（マーズは）とりわけ魅力的というわけでもない」、「（DNAは）特にオリジナルというわけでもない」などと厳しく評した。

## 廃盤状態と再発
アルバムは賛否両論となり、多くのリスナーを刺激したが、後にリリース元のアンティルス・レコードが倒産、マスター音源が消失してしまった。その後しばらく同盤が入手しづらい状態になり、ニューヨークのレコードショップなどでは、80ドルで取引されるなど価格が高騰した。1995年には『ニューヨーク・タイムズ』で、廃盤となったアルバムのトップ10に『ザ・ビートルズ・スーパー・ライヴ!』や『クラフトワーク』と並んで、『ノー・ニューヨーク』が挙げられた。
その後1997年に日本でCDとして再発されたのをはじめ、アメリカでも2005年に Lilith Records からCDとLP盤が再発された。再発後のレビューはおおむね好意的で、Allmusicでは「この影響力の大きいアルバムは、今でもニューヨークのノー・ウェイヴ運動の決定的な記録である」と評され、『クリーム・マガジン』でも「『ノー・ニューヨーク』の音楽に魅了される人もいるだろうし、信じられないと思う人もいるだろう」とされた。2007年12月には、『ブレンダー・マガジン』で発表された「史上最も優れたインディーロックのアルバム100」の65位にランクインした。

## 収録曲
| #  | タイトル                                                          | 作詞・作曲                                       | アーティスト                                     | 時間 |
| -- | ----------------------------------------------------------------- | ------------------------------------------------ | ------------------------------------------------ | ---- |
| 1. | 「ディッシュ・イット・アウト - "Dish It Out"」                    | ジェームス・チャンス                             | ザ・コントーションズ                             | 3:17 |
| 2. | 「フリップ・ユア・フェイス - "Flip Your Face"」                   | チャンス                                         | ザ・コントーションズ                             | 3:13 |
| 3. | 「ジェイデッド - "Jaded"」                                        | チャンス                                         | ザ・コントーションズ                             | 3:49 |
| 4. | 「アイ・キャント・スタンド・マイセルフ - "I Can't Stand Myself"」 | ジェームス・ブラウン、編曲：ザ・コントーションズ | ザ・コントーションズ                             | 4:52 |
| 5. | 「バーニング・ラバー - "Burning Rubber"」                         | リディア・ランチ                                 | ティーンエイジ・ジーザス・アンド・ザ・ジャークス | 1:45 |
| 6. | 「ザ・クローゼット - "The Closet"」                               | ランチ                                           | ティーンエイジ・ジーザス・アンド・ザ・ジャークス | 3:53 |
| 7. | 「レッド・アラート - "Red Alert"」                                | ランチ                                           | ティーンエイジ・ジーザス・アンド・ザ・ジャークス | 0:34 |
| 8. | 「アイ・ウォーク・アップ・ドリーミング - "I Woke Up Dreaming"」   | ランチ                                           | ティーンエイジ・ジーザス・アンド・ザ・ジャークス | 3:10 |

| #   | タイトル                                          | 作詞・作曲                                                                   | アーティスト | 時間 |
| --- | ------------------------------------------------- | ---------------------------------------------------------------------------- | ------------ | ---- |
| 9.  | 「ヘレン・フォーズデイル - "Helen Fordsdale"」    | ナンシー・アーレン、チャイナ・バーグ、マーク・カニンガム、サムナー・クレーン | マーズ       | 2:30 |
| 10. | 「ヘアウェーブス - "Hairwaves"」                  | アーレン、バーグ、カニンガム、クレーン                                       | マーズ       | 3:43 |
| 11. | 「トンネル - "Tunnel"」                           | アーレン、バーグ、カニンガム、クレーン                                       | マーズ       | 2:41 |
| 12. | 「プエルトリコ・ゴースト - "Puerto Rican Ghost"」 | アーレン、バーグ、カニンガム、クレーン                                       | マーズ       | 1:08 |
| 13. | 「エゴマニアックス・キス - "Egomaniac's Kiss"」   | ロビン・クラッチフィールド、アート・リンゼイ                                 | DNA          | 2:11 |
| 14. | 「ライオネル - "Lionel"」                         | クラッチフィールド、リンゼイ                                                 | DNA          | 2:07 |
| 15. | 「ノット・ムービング - "Not Moving"」             | クラッチフィールド、リンゼイ                                                 | DNA          | 2:40 |
| 16. | 「サイズ - "Size"」                               | クラッチフィールド、リンゼイ                                                 | DNA          | 2:13 |

## 参加アーティスト

### ザ・コントーションズ
- ジェームス・チャンス (James Chance) - サックス、ボーカル
- ドン・クリステンセン (Don Christensen) - ドラム
- ジョディ・ハリス (Jody Harris) - エレキギター
- パット・プレイス (Pat Place) - スライドギター
- ジョージ・スコット III (George Scott III) - ベース
- アデル・バーティ (Adele Bertei) - エーストーン、オルガン

### ティーンエイジ・ジーザス・アンド・ザ・ジャークス
- リディア・ランチ (Lydia Lunch) - ギター、ボーカル
- ゴードン・スティーヴンソン (Gordon Stevenson) - ベース
- ブラッドリー・フィールド (Bradley Field) - ドラム

### マーズ
- サムナー・クレーン (Sumner Crane) - ギター、ボーカル
- チャイナ・バーグ (China Burg) - ギター、ボーカル
- マーク・カニンガム (Mark Cunningham) - ベース、ボーカル
- ナンシー・アーレン (Nancy Arlen) - ドラム

### DNA
- アート・リンゼイ (Arto Lindsay) - ギター、ボーカル
- ロビン・クラッチフィールド (Robin Crutchfield) - オルガン、ボーカル
- イクエ・モリ (Ikue Mori) - ドラム

### その他
- ブライアン・イーノ (Brian Eno) - プロデュース、カバーデザイン、カバー写真
- カート・マンカッシ (Kurt Munkasci) - エンジニア
- ヴィシェク・ボシェック (Vishek Woszcyk) - エンジニア
- ロッド・フイ (Roddy Hui) - アシスタント・エンジニア
- スティーヴン・ケイスター (Steven Keister) - カバーデザイン

## リリース情報
| 発売国         | 発売日 | レーベル           | フォーマット                     | 型番       |
| -------------- | ------ | ------------------ | -------------------------------- | ---------- |
| アメリカ合衆国 | 1978年 | Antilles Records   | LP                               | AN-7067    |
| アメリカ合衆国 | 2005年 | Lillith Records    | CD(デジパック仕様)/LP            | LR102      |
| 日本           | 1997年 | Off Note / Cut Out | CD                               | ONCO-002   |
| 日本           | 2005年 | BRIDGE INC.        | CD(紙ジャケット仕様、2000枚限定) | BRIDGE-036 |